# East Bengal Ground
East Bengal Ground (en bengali: ইস্ট বেঙ্গল গ্রাউন্ড, et en hindi : पूर्वी बंगाल का मैदान) est le stade du East Bengal Club situé à Kolkatta et comporte une capacité de 23 000 places assises.